# Datação por radiocarbono

1: Fixação de carbono-14
2: Libertação de carbono-14
3: A igualdade é para os organismos animados, a desigualdade é para os organismos inanimados, onde se verifica a diminuição do ^{14}C

Datação por radiocarbono é um método de datação radiométrica que usa o radioisótopo de ocorrência natural carbono-14 (14C) para determinar a idade de materiais carbonáceos até cerca de 60 000 anos. Idades por radiocarbono bruto, ou seja, não-calibrado, são geralmente reportadas em anos de radiocarbono "Antes do Presente" (AP), "Presente" sendo definido como 1950 AD. Tais idades brutas podem ser calibradas para gerarem datas de calendário.

Versão simplificada da troca de reservas de carbono, mostrando as proporções de carbono e actividade relativa do ^{14}C em cada reserva

A técnica de datação por radiocarbono foi desenvolvida por Willard Libby e seus colegas na Universidade de Chicago em 1949.

## Modelos
A primeira figura resume os processos químicos envolvidos na fixação de carbono pelos organismos vivos, enquanto que a segunda figura apresenta um modelo simplificado à escala global dos mesmos processos.

## Métodos de calibração
As datas de radiocarbono em, anos anos Antes do Presente - AP, são calibradas para dar datas do calendário. Existem curvas de calibração padrão disponíveis com base na comparação de datas de radiocarbono de amostras que podem ser datados de forma independente por outros métodos, como a análise do número de anéis de crescimento de árvores (dendrocronologia), sedimentos oceânicos profundos, lago varves sedimentos, amostras de corais e espeleotemas (depósitos da caverna).
As curvas de calibração podem divergir significativamente de uma linha reta, a correspondência linear das datas de radiocarbono não calibrados (por exemplo, traçadas num gráfico ou subtrair datas para dar tempo decorrido) é susceptível de dar resultados enganosos. Existem divergências características nas curvas, como por exemplo o período de 11 000 a 10 000 anos de radiocarbono AP, que se acredita estar associada com a mudança de circulação do mar durante o período Dryas recente. Ao longo do período histórico (de 0 a 10 000 anos AP), a largura média da incerteza de datas calibradas foi estimada em 335 anos - em regiões bem comportados da curva de calibração a largura de incerteza diminuída para cerca de 113 anos, enquanto que em regiões mal definidas aumentou para um máximo de 801 anos. Significativamente, nas regiões mal comportados da curva de calibração, aumentar a precisão das medições não tem um efeito significativo no aumento da exactidão das datas.

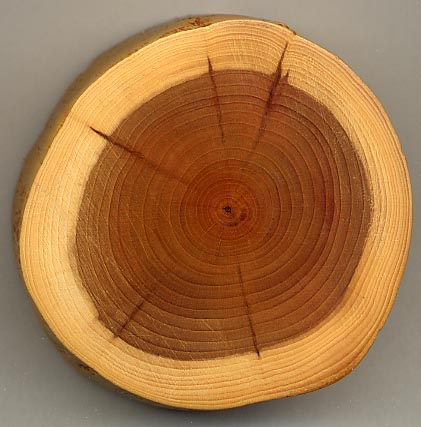
Corte transversal de um tronco de teixo, onde pudemos ver 27 anéis de crescimento, o cerno (parte escura) e o alburno (parte clara).

A versão 2004 da curva de calibração se estende para trás com bastante precisão a 26 000 anos AP. Qualquer erro na curva de calibração não contribuem mais do que ± 16 anos para o erro de medição durante os períodos pré-históricos e históricos tarde (0 a 6 000 anos AP) e não mais do que ± 163 anos ao longo de todo 26 000 anos da curva, embora a sua forma pode reduzir a precisão, como mencionado acima.
No final de 2009, o radiocarbono revista anunciou um acordo sobre o padrão INTCAL09, que se estende a curva de calibração mais precisa a 50 000 anos.
Os resultados da pesquisa sobre varves no lago de Suigetsu, no Japão, que foi anunciado em 2012, percebeu este objectivo. "Na maioria dos casos, os níveis de radiocarbono deduzida a partir dos registros marinhos e outros não foram muito mal. No entanto, ter um registro verdadeiramente terrestre nos dá uma melhor resolução e confiança na datação por radiocarbono", disse Bronk Ramsey. "Ele também permite-nos olhar para as diferenças entre a atmosfera e os oceanos e estudar as implicações para nossa compreensão do meio ambiente marinho, como parte do ciclo global do carbono".
Em 2012, foi argumentado que há um erro na maneira que os programas de calibração mais - comumente usados calcular as idades de radiocarbono calibradas. Até agora, nenhuma correção para esse erro foi implementado. A imprecisão nas idades calibrados normalmente é pequeno, mas às vezes pode ser grande (principalmente em análises bayesianas) .